# 蓮見和男
蓮見 和男（はすみ かずお、1925年9月4日 - 2024年12月30日）は、日本の牧師、神学者。日本キリスト教会引退教師。

## 生涯
東京府生まれ。弟は蓮見博昭。1951年日本基督教神学専門学校（現東京神学大学）卒業、日本キリスト教会仙台黒松教会牧師、引退の後1992-98年ドイツで伝道、研究、2004年から2016年まで、日本キリスト教会世田谷千歳教会応援牧師。
2024年12月30日、老衰のため逝去。99歳。

## 著書
- 『新約聖書』新教出版社(キリスト教読本)　1955
- 『私たちのキリスト 中高生のためのマルコ福音書』新教出版社(キリスト教少年文庫)　1963
- 『新しい福音 イエスの譬えによる信仰入門』新教出版社(原点双書) 1970
- 『喜びの手紙 ピリピ人への手紙による信仰入門』新教出版社(つのぶえ文庫)　1979
- 『御言葉はわが足のともしび 日々に聞く聖書と祈り』新教出版社 1982
- 『私たちの救い主 ルカ福音書による』新教出版社(つのぶえ文庫)　1985
- 『聖書の使信 私訳・注釈・説教』1-14 新教出版社 1985-2006
- 『神さまのおとずれ 新・キリスト教入門』新教出版社 1993
- 『希望と十字架』新教出版社

第1巻、神への問い 2001
第2巻、対話する神 2004

### 翻訳
- カール・バルト『降誕』秋山憲兄共訳 新教出版社 1950
- バルト,トウルナイゼン『山上の垂訓』新教出版社 1953
- カール・バルト『教会と国家』井上良雄共訳 新教出版社(基督教論叢)　1954
- キルシュバウム『キリスト教女性観 真の女性』蓮見博昭共訳 新教出版社 1956
- バルト『著作集』井上良雄,森岡巌共訳 世界大思想全集 河出書房新社 1960
- シュニーヴィント『放蕩息子』新教出版社(新教新書) 1961
- F.F.ブルース『初代キリスト教の歴史 夜明け時代の教会』聖書図書刊行会 1961
- アルベルト・シュヴァイツァー『文化の没落と再建キリスト者』、バルト『共同体と市民共同体』世界思想教養全集) 河出書房新社 1963
- カンペンハウゼン『空虚な墓』畑祐喜共訳 新教出版社(新教新書)1964
- カール・バルト『聖霊とキリスト教生活』新教出版社(新教新書) 1965
- 『カール・バルト著作集 17 説教 下』新教出版社 1970
- ユルゲン・モルトマン『神学の展望 現代社会におけるキリスト教の課題』喜田川信共訳 新教出版社 1971
- エーベルハルト・ユンゲル『死 その謎と秘義』新教出版社(現代神学の焦点) 1972
- 『キリストの未来と世界の終り ユルゲン・モルトマン説教集』新教出版社 1973
- ユルゲン・モルトマン『人間 現代の闘争の中におけるキリスト教人間像』新教出版社(現代神学の焦点)　1973
- シュラッター『新約聖書講解』14巻別巻1  登家勝也、畑祐喜、小池創造共訳 新教出版社 1976-79
- J.モルトマン,J.B.メッツ『政治的宗教と政治的神学』新教出版社 1980
- H.G.ペールマン『現代教義学総説』新教出版社 1982
- K.シェンケル他『私たちの信仰告白 どこから・どこへ・何のために』蓮見幸恵共訳 新教出版社(つのぶえ文庫) 1983
- 『山上の説教 トゥルナイゼン著作集 第1巻』新教出版社 1986
- H-J.クラウス『改革神学の展望 バルト・反核・平和・説教 日本基督教会神学校植村正久記念講座』新教出版社 1987
- J.モルトマン『神が来られるなら』蓮見幸恵共訳 新教出版社(新教新書) 1988
- 『J.モルトマン組織神学論叢 3　イエス・キリストの道 メシア的次元におけるキリスト論』新教出版社 1992
- 『カール・バルト説教選集』8、10-11 井上良雄共訳 日本基督教団出版局 1992-93
- 『J.モルトマン組織神学論叢 4 いのちの御霊 総体的聖霊論』沖野政弘共訳 新教出版社 1994
- 『J.モルトマン組織神学論叢 5 神の到来 キリスト教的終末論』新教出版社 1996
- 『無力の力強さ ユルゲン・モルトマン説教集』田村信吾共訳 新教出版社 1998
- ユルゲン・モルトマン『科学と知恵 自然科学と神学の対話  蓮見幸恵共訳 新教出版社 2007
- ユルゲン・モルトマン『わが足を広きところに:モルトマン自伝』蓮見幸恵共訳 新教出版社 2012